# Pancho Segura
Francisco Olegario »Pancho« »Segoo« Segura Cano, ekvadorsko-ameriški tenisač, * 20. junij 1921, Guayaquil, Ekvador, † 19. november 2017, Carlsbad, Kalifornija, ZDA.
Pancho Segura se je na turnirjih za Grand Slam v posamični konkurenci najdlje prebil na turnirju za Nacionalno prvenstvo ZDA, kjer se je v letih 1942, 1943, 1944 in 1945 uvrstil v polfinale, na turnirjih za Amatersko prvenstvo Francije pa v tretji krog leta 1946, kot tudi na turnirjih za Prvenstvo Anglije istega leta. Uspešnejši je bil na profesionalnih turnirjih Pro Slam, kjer je dosegel tri zmage in se še osemkrat uvrstil v finale. V konkurenci moških dvojic se je po enkrat uvrstil v finale turnirjev za Amatersko prvenstvo Francije in Nacionalno prvenstvo ZDA, kjer se je dvakrat prebil v finale tudi v konkurenci mešanih dvojic. Leta 1984 je bil sprejet v Mednarodni teniški hram slavnih.